# Joan Ridley
Joan Cowell O'Meara Ridley (Ipswich, 11 luglio 1903 – 4 ottobre 1983) è stata una tennista britannica.

## Biografia
Si è sposata nel 1935 con Daniel Joseph Patrick O'Meara scendendo in campo negli ultimi anni di carriera con il doppio cognome.

## Carriera
Si fa notare una prima volta a Wimbledon 1929 dove riesce ad avanzare fino alle semifinali in singolare e ai quarti di finale nel doppio femminile, l'anno successivo ottiene un quarto di finale sempre a Londra mentre nel 1931 raggiunge la finale del doppio misto in coppia col connazionale Ian Collins uscendone tuttavia sconfitta.
Ha partecipato a tre edizioni consecutive degli U.S. National Championships a partire dal 1931, alla seconda presenza si è avventurata fino alle semifinali del torneo venendo eliminata in tre set da Carolyn Babcock.

## Finali nei tornei del Grande Slam

### Doppio misto

#### Finali perse (1)
| Numero | Anno | Torneo                      | Superficie | Compagno    | Avversari in finale     | Punteggio     |
| 1.     | 1933 | Torneo di Wimbledon, Londra | Erba       | Ian Collins | Anna Harper George Lott | 3–6, 6–1, 1–6 |